# Parapsyllus struthophilus
Parapsyllus struthophilus är en loppart som beskrevs av Smit 1979. Parapsyllus struthophilus ingår i släktet Parapsyllus och familjen Rhopalopsyllidae. Inga underarter finns listade i Catalogue of Life.